# Archidiecezja algierska

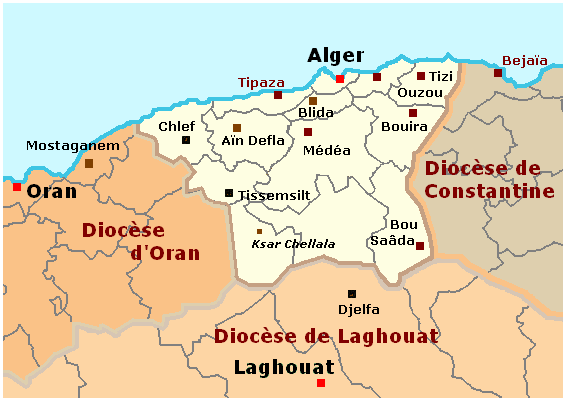
Mapa archidiecezji algierskiej

Archidiecezja algierska (łac. Archidioecesis Algeriensis, franc. Archidiocèse d'Alger) – katolicka archidiecezja algierska położona w północnej części kraju. Siedziba arcybiskupa znajduje się w archikatedrze Najświętszego Serca w Algierze.

## Historia
Pierwsze biskupstwo (Ikosim, Icosium) na terenie dzisiejszej archidiecezji algierskiej powstało w II wieku wraz z ekspansją chrześcijaństwa na zachód. W tym czasie dochodziło do prześladowań wiernych tej religii ze strony władz Imperium Rzymskiego. Działo się tak aż do 313, kiedy to cesarz Konstantyn Wielki wydał tzw. edykt mediolański, który wprowadził równouprawnienie religijne dla chrześcijan. Diecezja ta została zlikwidowana w V wieku wraz z najazdami barbarzyńców na północno-zachodnią Afrykę. Została ona przywrócona wraz z podbojem tych ziem przez cesarza bizantyjskiego Justyniana w 534. Wraz z podbojem Maghrebu przez Arabów i przymusowej islamizacji biskupstwo ponownie uległo likwidacji w 710.
W okresie średniowiecza oraz nowożytnym na terenie Algierii miały miejsce liczne misje, których efektem było ustanowienie w 1632 wikariatu apostolskiego. Jednak dopiero po podboju Algierii przez Francję w 1830 papież Grzegorz XVI zdecydował się utworzyć 10 sierpnia 1838 diecezję Iulia Caesarea, która obejmowała obszar całej kolonii francuskiej. Biskupstwo to było sufraganią archidiecezji Aix. 
25 lipca 1866 papież Pius IX wydzielił z terytorium biskupstwa dwie mniejsze diecezje: orańska oraz konstantynowską. Dotychczasową diecezję Iulia Caesarea przemianowano oficjalnie na algierską i podniesioną do rangi archidiecezji, ustanawiając ją ponadto metropolią. W 1905 w archidiecezji istniało 108 parafii, a katolicy stanowili 11% ogółu ludności (350 tysięcy) w 1959, jednak w wyniku masowej emigracji katolików z Algierii, która spowodowana była wojną o niepodległość, wywalczoną w 1962 liczba ta drastycznie spadła. 

## Biskupi
- Biskup diecezjalny - kard. Jean-Paul Vesco

## Główni Patroni
- św. Pere Ermengol de Rocafort
- św. Piotr Nolasco
- bł. Rajmund Llull

## Główne świątynie
Na terenie archidiecezji algierskiej znajduje się łącznie kilkadziesiąt kościołów i kaplic, z których do najważniejszych świątyń należą:
- Katedra Najświętszego Serca w Algierze
- Bazylika Matki Boskiej Afrykańskiej w Algierze